# Евдокимов, Дмитрий Михайлович
Дмитрий Михайлович Евдокимов (1 июля 1977, Травное, Курганская область — 15 января 1996, Первомайское, Дагестан) — рядовой внутренних войск Министерства внутренних дел Российской Федерации, погиб во время Первой чеченской войны, кавалер ордена Мужества (посмертно).

## Биография
Дмитрий Михайлович Евдокимов родился 1 июля 1977 года в селе Травном Травнинского сельсовета Мокроусовского района Курганской области, ныне село входит в Мокроусовский муниципальный округ той же области.
Детство прошло в селе Первомайском Первомайского сельсовета Мишкинского района Курганской области.
Окончил среднюю школу, после чего поступил в Мишкинское профессионально-техническое училище на специальность механизатора.
Во внутренние войска Министерства внутренних дел Российской Федерации Евдокимов был призван Мишкинским районным военным комиссариатом Курганской области. Служил в специальном подразделении «Витязь» — отряде специального назначения, подчинявшемуся Министерству внутренних дел России.
Когда в январе 1996 года незаконные вооружённые формирования под руководством полевых командиров Салмана Радуева и Хункара Исрапилова захватили заложников в селе Первомайском Хасавюртовского района Республики Дагестан, Евдокимов в составе своего подразделения был направлен в район планирующихся боевых действий. Бойцы «Витязя», штурмовавшие на своём участке оборону сепаратистов, сумели вклиниться в их расположение, однако из-за неудачи соседних подразделений были вынуждены отойти на исходные рубежи. Рядовой Евдокимов с оружием в руках вёл огонь по противнику, прикрывая отход своих товарищей. Выходя из боя последним, он получил смертельное ранение и скончался в ходе эвакуации в госпиталь.
Похоронен на кладбище села Кирово Кировского сельсовета Мишкинского района Курганской области, ныне село входит в Мишкинский муниципальный округ той же области.

## Награды
- Орден Мужества, посмертно[2].

## Память
- В честь Евдокимова названа улица в юго-восточной части села Первомайского Мишкинского района Курганской области.
- Имя Евдокимова увековечено на памятной стеле, установленной 14 июня 1996 года на территории войсковой части, где он служил[2].